# 菊原智明
菊原 智明（きくはら ともあき、1972年 - ）は、日本の実業家、関東学園大学非常勤講師、営業コンサルタント、著者。
群馬県高崎市生まれ。1995年、群馬大学工学部卒業後、トヨタホーム株式会社入社。2006年に独立して、営業サポート・コンサルティング株式会社を創業、代表取締役に就任。2010年、関東学園大学経済学部非常勤講師に就任。同年、社団法人日本営業力検定協会を設立。

## 著書
- 訪問しないで「売れる営業」に変わる本　2006年10月
- 売れる営業に変わる魔法のトーク　2007年5月
- 売れる営業に変わる１００の言葉　2007年6月
- 私の最強の営業ツールは お客様のクレームでした　2008年4月
- 相手を思いどおりに動かす 超数字術　2008年6月
- 急に「売れる営業」に変わったアイツには理由がある　2008年11月
- 訪問ゼロ！残業ゼロ！で売る技術　2009年 1月
- 夢をかなえる話し方 人生が変わる5つの習慣　2009年 4月
- 購買の９割以上は女性が握っている！ 女性客の心を つかむ「ひとこと」カード活用術　2009年  6月
- 夢をかなえる気くばりの力　人生を変える39のアイデア　2009年10月
- どんなことでもムリせず３週間以上続けられる本　2009年12月
- トップ営業マンのルール　2010年  1月
- 29歳でクビになる人、残る人　2010年  9月
- トップ営業マンの「話がとぎれたときの質問法」　2010年11月
- 本当に超基本・超常識の営業マナー　2011年2月
- トップ営業マンの買わせる営業心理術　2011年2月
- 営業マン「必ず売れる」８８の極意　2011年3月
- 営業マンは理系思考で売りなさい　2011年5月
- 人は上司になるとバカになる　2011年8月
- 誰も教えてくれないセールスの教科書　2011年9月
- トップ営業マンになる！身近なツール65の活用術　2011年  9月
- 面接ではウソをつけ　2011年11月
- できる社員になりきる技術　2012年  6月
- えこひいきされる人になる　2012年  9月
- 稼げる営業マンは皆やっている疑う習慣　2012年10月
- 転職で成功したいのなら演技をしろ。2012年12月
- ７年間ダメだった私が４年連続No1営業に変わった「人を動かす」話し方　2013年1月
- 営業マンは、「苦手なお客」を捨てなさい。　2013年1月
- ５つの時間に分けてサクサク仕事を片づける　2013年4月
- 意外と知らない 入社5年目までの営業マンが学んでおくべき87のこと　2013年5月
- 今日から営業部に配属になった、佐々木です。　2013年7月
- あんな「お客(クソヤロー)」も神様なんすか？　2013年8月
- 「稼げる営業マン」と「ダメ営業マン」の習慣 2012年1月
- 「疲れない心」の作り方　2013年10月
- 仕事で差がつく根回し力　2014年1月
- 失敗はお金に変えられる 2014年4月
- たった1つのことを続けられるバカが成功する  2014年9月
- 口べた・あがり症のダメ営業が全国トップセールスマンになれた「話し方」 2014年9月
- 40歳からの営業マンがやるべきこと・絶対にやってはいけないこと 2015年3月
- ベタだけど結果が出てしまうマル秘営業フレーズ 2015年  9月
- これからの営業に会話はいらない　2015年11月
- 訪問しなくても売れる! 「営業レター」の教科書　2016年2月
- 完全版：トップ営業マンが使っている 買わせる営業心理術　2016年2月
- 超一流の営業マンが見えないところで続けている50の習慣　2016年  3月
- 残業なしで成果をあげる トップ営業の鉄則　2016年9月
- 営業1年目の教科書  2018年  2月
- 売れる営業マンの「ノート」「メモ」「手帳」術  2018年11月
- 営業の働き方大全  2019年3月
- 朝30分早く起きるだけで仕事も人生もうまく回りだす  2019年12月
- 1分間仕事力 2020年6月
- 一瞬で心をつかむ! 聞く力 2020年  7月
- マンガでわかる 「稼げる営業マン」と「ダメ営業マン」の習慣  2020年10月
- テレワーク・オンライン時代の営業術 2020年10月
- リモート営業で結果を出す人の48のルール 2021年1月
- 思考・行動・結果が劇的に変わる 営業力の基本  2021年5月
- 自分の価値を最大化する 転職の成功法則  2021年 8月
- 仕事ではウソをつけ  2022年5月
- 決定版 営業心理術大全  2022年 11月
- 営業スキル100の法則
- 営業マンは、「書く力」を磨け
- 営業本のベストセラー100冊を分析して、売れる営業のルールまとめました。
- 使ったその日から売上げが右肩上がり! 営業フレーズ言いかえ事典
- フリーランスのためのお金の不安を消す方法
- できる営業は1年目に何をしているのか?